# Mihail Alexandrov
Mihail Alexandrov –en búlgaro, Михаил Александров, Mijail Alexandrov– (Sofía, Bulgaria, 9 de abril de 1985) es un deportista estadounidense de origen búlgaro que compitió en natación, especialista en el estilo braza.
Ganó una medalla de oro en el Campeonato Mundial de Natación en Piscina Corta de 2010 y dos medallas de bronce en el Campeonato Europeo de Natación en Piscina Corta de 2007.

## Palmarés internacional
| Representando a Bulgaria            |                    |                   |                   |
| Campeonato Europeo en Piscina Corta |                    |                   |                   |
| Año                                 | Lugar              | Medalla           | Prueba            |
| 2007                                | Debrecen (Hungría) | Medalla de bronce | 100 m braza       |
| 2007                                | Debrecen (Hungría) | Medalla de bronce | 200 m braza       |
| Representando a Estados Unidos      |                    |                   |                   |
| Campeonato Mundial en Piscina Corta |                    |                   |                   |
| Año                                 | Lugar              | Medalla           | Prueba            |
| 2010                                | Dubái (EAU)        | Medalla de oro    | 4 × 100 m estilos |